# Жордания, Гайоз Вуколович
Гизо Жордания (Гайоз Вуколович Жордания; 25 сентября 1934, Ланчхути, Грузинская ССР — 19 ноября 2016, Тбилиси, Грузия) — советский и грузинский театральный режиссёр и педагог, народный артист Грузинской ССР (1983).

## Биография
Родился в интеллигентной семье: его мать была химиком, отец — врачом, вскоре семья переехала в Авлабар в Тбилиси. В 1936 году оба родителя были арестованы, сестру усыновили дядя и тетя. С детства интересовался театром, занимался в драматическом кружке центрального Дворца пионеров, затем в авлабарском Доме пионеров. Учился в школе-гимназии № 24. Окончил музыкальный техникум, занимался на подготовительных курсах театрального института под руководством Татии Хаиндравы, Котэ Сурмавы и Гайоза Иакашвили. Поступил на режиссёрский факультет Тбилисского театрального института (педагоги Лили Иоселиани и Василий Кушиташвили), где учился с такими известными деятелями культуры Грузии как Шалва Гацерелия, Леван Мирцхулава, Алеко Нинуа, Тамаз Месхи, Карло Глонти, Нана Мчедлидзе, Нугзар Гачава.
В 1958 году окончил Тбилисский театральный университет и некоторое время работал в Тбилисском театре имени Шота Руставели. Вскоре был назначен главным режиссёром Батумского драматического театра имени И. Чавчавадзе, где служил несколько сезонов, затем вернулся в театр Шота Руставели, но был вынужден перейти в Тбилисский театр оперы и балета имени Палиашвили.
Работал режиссёром-постановщиком в Тбилисском русском драматическом театре им. А. С. Грибоедова (1980—1989), Тбилисском театре музыкальной комедии имени В. Абашидзе.
Поставил более ста спектаклей, организовал более 70 шоу и народных праздников в Грузии и за её пределами. Автор многих научных трудов по драматическому театру, опере и проблематике театральной педагогики.
В 1991—1999-х годах был ректором Грузинского института театра и кино. В 2000—2004-х годах — ректор Батумского государственного института искусств имени Мемеда Абашидзе.

## Награды и премии
- Орден Чести (1999)[3].
- Народный артист Грузинской ССР (1983).
- Государственная премия Грузинской ССР имени Шота Руставели.
- Государственная премия Грузинской ССР имени К. А. Марджанишвили.
- Премия имени Сандро Ахметели.
- Премия имени Мемеда Абашидзе.
- Премия Попова.
- Медаль Альберта Швайцера.
- Государственная премия Грузии.

## Работы в театре
- «Немая жена» Анатоля Франса (дипломный спектакль, совм. с Наной Мчедлидзе)
- «Вива, Куба!» (Батумский театр)

### Театр имени Руставели
- «Мачеха Саманишвили»
- «Дневник Анны Франк»
- «Гамлет»
- «Мещанин во дворянстве»
- «Последний маскарад»
- «Миндия Хогая»
- «Мусуси»

### Театр имени Марджанишвили
- «Ревизор» Н. В. Гоголь
- «Лекарь поневоле»
- «Синие кони на красной траве» М. Шатрова
- «Райские птички»
- «Белая сирень»
- «Хаджи-Мурат» по Л. Н. Толстому

### Театр имени Грибоедова
- «Гнездо тетерева»
- «Старый дом»
- «Сестры»
- «Святые и грешники»
- «Провинциальные анекдоты»

### Театр оперы и балета имени Палиашвили
- «Миндия»
- «Лела» Реваза Лагидзе
- «Паяцы»
- «Пиковая дама»
- «Похищение луны»
- «Три новеллы»
- «Абесалом и Этери»
- «Тарас Бульба» Николая Лысенко
- «Абесалом и Этери»

### Прочие
- «Трёхгрошовая опера»
- «Миндия» — в Ереване
- «Кето и Котэ» — в Кишиневе
- «Даиси», «Абесалом и Этери», «Пиковая дама» — в Саарбрюккене

## Фильмография
1. 1989 — Бесаме — герцог